# (4977) Rauthgundis
(4977) Rauthgundis es un asteroide perteneciente al cinturón de asteroides, descubierto el 24 de septiembre de 1960 por Cornelis Johannes van Houten en conjunto a su esposa también astrónoma Ingrid van Houten-Groeneveld y el astrónomo Tom Gehrels desde el Observatorio del Monte Palomar, Estados Unidos.

## Designación y nombre
Designado provisionalmente como 2018 P-L. Fue nombrado Rauthgundis en homenaje a "Rauthgundis Seitz", amigo de los descubridores, en su 70 cumpleaños.

## Características orbitales
Rauthgundis está situado a una distancia media del Sol de 2,292 ua, pudiendo alejarse hasta 2,548 ua y acercarse hasta 2,036 ua. Su excentricidad es 0,111 y la inclinación orbital 5,886 grados. Emplea 1267 días en completar una órbita alrededor del Sol.

## Características físicas
La magnitud absoluta de Rauthgundis es 14. Tiene 3,862 km de diámetro y su albedo se estima en 0,392. Está asignado al tipo espectral V según la clasificación SMASSII.